# Lonchoptera excavata
Lonchoptera excavata är en tvåvingeart som beskrevs av Yang och Chen 1995. Lonchoptera excavata ingår i släktet Lonchoptera och familjen spjutvingeflugor.
Artens utbredningsområde är Zhejiang (Kina). Inga underarter finns listade i Catalogue of Life.